# Heiner Müller

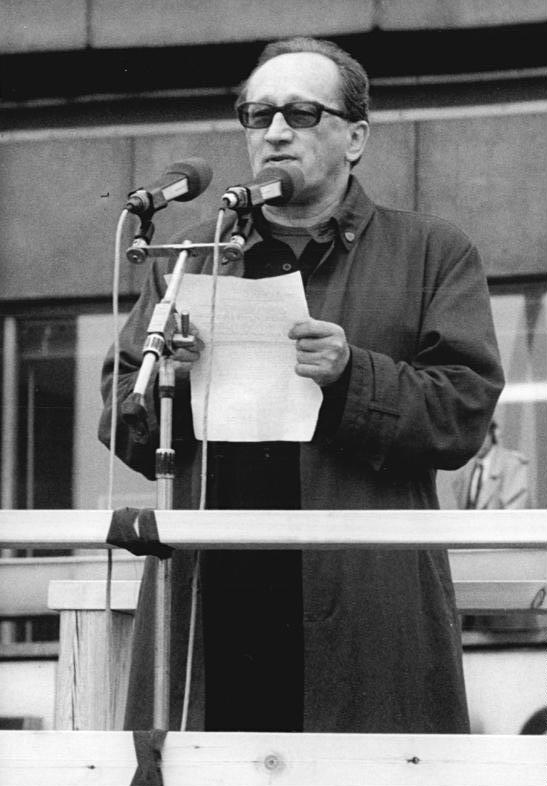
Heiner Müller durante la manifestación de Alexanderplatz en 1989.

Heiner Müller (9 de enero de 1929 - 30 de diciembre de 1995) fue un dramaturgo, poeta, escritor, ensayista y director de escena alemán. Sus obras fragmentarias suponen una contribución significativa a la dramaturgia contemporánea y al teatro posdramático.

## Biografía
Müller nació en Eppendorf, Sajonia. Se afilió al Partido Socialista Unificado de Alemania (Sozialistische Einheitspartei Deutschlands, SED) en 1947 y sirvió a la Asociación de Escritores Alemanes (Deutscher Schriftsteller-Verband, DSV) desde 1954. En la década de los cincuenta, Müller se convirtió en uno de los dramaturgos más importantes de la República Democrática Alemana y ganó el Premio Heinrich Mann en 1959.
Sin embargo, sus relaciones con el régimen germano-oriental comenzaron a deteriorarse a raíz del estreno de su drama Die Umsiedlerin (La colona), el cual fue objeto de censura en 1961 tras una única representación. Müller fue expulsado de la Asociación de Escritores ese mismo año. El gobierno germano oriental mantuvo las obras de Müller bajo cautela durante los años siguientes, impidiendo el estreno de Der Bau (Obra de construcción) en 1965 y censurando Mauser a comienzo de los setenta. Müller comenzó a trabajar con grupos y compañías de teatro de Alemania Occidental durante los años setenta y ochenta, dirigiendo el estreno de algunos de sus trabajos más conocidos en Múnich (Germania Tod in Berlin (Germania, Muerte en Berlín), 1978), Essen (Die Hamletmaschine (Hamletmachine), 1979) y Bochum (Der Auftrag (La misión), 1982). 
Su creciente fama mundial permitió a Müller obtener de nuevo una aceptación más extensa en Alemania Oriental. Fue admitido en la Academia de las Artes de la RDA en 1984 — dos años antes se había convertido en miembro de la Academia de las Artes de Berlín Oeste. A pesar de todos estos honores, Müller no fue readmitido en la Asociación de Escritores de Alemania Oriental hasta 1988, poco antes de la desaparición de la RDA. Tras la caída del Muro de Berlín, Müller todavía mantuvo la presidencia de la Academia de las Artes de la RDA durante un breve periodo en 1990.
Los últimos cinco años de su vida continuó viviendo en Berlín y trabajó por toda Alemania y Europa, particularmente en la producción de representaciones de sus propias obras. Escribió algunos pocos textos dramáticos nuevos, si bien, al igual que Brecht, produjo mucha poesía en sus años finales. 
En 1990 fue convocado para dirigir Tristán e Isolda de Wagner en el Festival de Bayreuth (dedicado en exclusiva al compositor). La producción se estrenó en 1993, siendo la única para el género lírico y considerada como un testamento de su recia estética. Fue acogida con frialdad el primer año, pero rápidamente fue aceptada y supuso un gran éxito, manteniéndose en cartel hasta 1999. Musicalmente marcó un hito. Fue dirigida por Daniel Barenboim, en la que está considerada su mejor interpretación en esta obra y vocalmente contó con un sólido reparto encabezado por Siegfried Jerusalem y Waltraud Meier. Existe grabación en DVD, realizada en 1995.
Müller falleció en Berlín Este en 1995, tras haber obtenido el reconocimiento como uno de los mayores autores alemanes y el dramaturgo alemán más importante desde Bertolt Brecht. 
Entre sus obras más conocidas, además de las ya citadas, se encuentran Der Lohndrücker (La costra), Wolokolamsker Chaussee (El camino a Wolokolamsk) Partes I-V, Verkommenes Ufer Medeamaterial Landschaft mit Argonauten (Orilla expoliada Medea-material paisaje con argonautas), Philoktet (Filoctetes), Zement (Cemento), Bildbeschreibung (Descripción de un cuadro) y Quartett (Cuarteto).

## Obra

### Dramas
- 1951: Das Laken
- 1956/57: Der Lohndrücker
- 1957: Die Korrektur I
- 1958: Die Korrektur II
- 1957/58: Klettwitzer Bericht 1958 – Eine Hörfolge
- 1958: Glücksgott
- 1961: Die Umsiedlerin oder Das Leben auf dem Lande
- 1958/1964: Philoktet
- 1963/64: Der Bau (véase también Spur der Steine)
- 1966/67: Sophokles/Ödipus, Tyrann
- 1968: Der Horatier
- 1970: Mauser
- 1970: Weiberkomödie (UA: 18. Dezember 1970, Kammerspiele Magdeburg)
- 1971: Macbeth
- 1956/71: Germania Tod in Berlin
- 1972: Zement
- 1951/74: Die Schlacht
- 1955/61/74: Traktor
- 1976: Leben Gundlings Friedrich von Preußen Lessings Schlaf Traum Schrei. Ein Greuelmärchen
- 1977: Die Hamletmaschine
- 1978: Bertolt Brecht/Der Untergang des Egoisten Johann Fatzer
- 1979: Der Auftrag (La misión)
- 1980/81: Quartett
- 1982: Verkommenes Ufer Medeamaterial Landschaft mit Argonauten
- 1984: Wolokolamsker Chaussee I: Russische Eröffnung
- 1984: Anatomie Titus Fall of Rome Ein Shakespearekommentar
- 1984: Bildbeschreibung
- 1985/86: Wolokolamsker Chaussee II: Wald bei Moskau
- 1985/86: Wolokolamsker Chaussee III: Das Duell
- Wolokolamsker Chaussee IV: Kentauren
- Wolokolamsker Chaussee V: Der Findling
- 1995: Germania 3 Gespenster am toten Mann

### Poesía
- um 1950: [Auf Wiesen grün …]
- um 1950: Der Vater
- um 1950: Der glücklose Engel
- 1963: Neujahrsbrief 1963
- um 1963: Kindheit
- 1968: Lied vom CIA
- 1970: Leninlied
- 1977: Für Ekkehard Schall
- 1986: Phönix (für Udo Lindenberg)
- um 1989: Fernsehen
- um 1990: Leere Zeit (Nachlass)
- 1992: Selbstkritik 2 Zerbrochener Schlüssel
- 1992: Herakles 13
- 1992: Gedichte 1949–1989 Alexander Verlag Berlin, 1992
- 1993: Mommsens Block
- 1993: Senecas Tod
- 1993: Seife in Bayreuth
- 1994: Ajax zum Beispiel
- 1995: Vampir

### Prosa
- 1951: Bericht vom Großvater
- 1951: Der Bankrott des großen Sargverkäufers
- 1958: Der Vater
- 50er Jahre: [Ich hatte gerade Dostojewskis …] (Nachlass)
- 1972: Herakles 2 oder die Hydra
- 1975/76: Todesanzeige
- 1987: MAeLSTROMSÜDPOL
- nach 1992: [Im Herbst 197.. starb …] (Nachlass)
- 1995: Traumtext Oktober 1995

### Escritos, discursos y ensayos
- 1951: Das Volk ist in Bewegung
- 1954: Nicht für Eisenbahner. Kritische Bemerkungen zu einem Heimatbuch
- 1961: Selbstkritik Heiner Müllers
- 1961: Grußadresse an eine Akademie
- 1979: Fatzer ± Keuner
- 1985: Die Wunde Woyzeck
- 1987: New York oder Das eiserne Gesicht der Freiheit
- 1988: Shakespeare Eine Differenz
- 1989: 4. November 1989 Alexanderplatz Berlin/DDR
- 1990: Deutschland ortlos. Anmerkung zu Kleist

## Premios y reconocimientos
- 1959: Heinrich-Mann-Preis junto con Inge Müller por Lohndrücker/Korrektur
- 1964: Erich-Weinert-Medaille
- 1975: Lessing-Preis der DDR
- 1984: Karl-Sczuka-Preis junto con Heiner Goebbels por Verkommenes Ufer
- 1985: Georg-Büchner-Preis
- 1985: Hörspielpreis der Kriegsblinden junto con Heiner Goebbels por Die Befreiung des Prometheus
- 1986: Nationalpreis erster Klasse por Kunst und Kultur
- 1989: Hörspielpreis der Akademie der Künste junto con Heiner Goebbels por Wolokolamsker Chaussee I-V
- 1990: Premio Kleist
- 1994: Premio Europa de Teatro
- 1996: Theaterpreis Berlin (póstumo)